# Aires de Muntanya
Aires de Muntanya és una agrupació folklòrica mallorquina fundada a l'inici de la dècada de 1930 amb motiu de la canonització de la beata Sor Catalina Thomàs. Segons conten les cròniques de l'època, les conegudes senyores o germanes Sastre Font crearen un grup de balladors de les danses populars mallorquines que va actuar amb molt d'èxit en els diversos actes organitzats a Selva i a Palma per celebrar l'esmentada canonització.
De llavors ençà, l'agrupació ha ofert de manera ininterrompuda un extens programa de balls populars mallorquins. Danses com es copeo, la jota des figueral, el bolero de s'Hort d'en Boira o el ball de ses Xapetes, entre d'altres, han format part de les actuacions folklòriques que han tengut lloc tant al Casal Museu de Can Servera de Selva com a diversos indrets de Mallorca i que han permès recuperar i donar a conèixer les cançons i els balls tradicionals.
L'agrupació és una agrupació destacada per la seva tasca en la promoció de la cultura mallorquina, reconeguda en nombrosos festivals nacionals i internacionals. El 2005 va rebre el Premi Ramon Llull.